# 阿帕雷西达
阿帕雷西达是巴西帕拉伊巴州的一个市镇。总面积229.153平方公里，总人口7254人，人口密度31.7人/平方公里。